# 马西岭
马西岭 是新加坡兀兰的一个区域。北至兀兰关卡。与马来西亚隔海峡而望。本地区仍然保留些新加坡以往的居住模式。
本地区附近有马西岭地铁站。
2015年，马西岭与油池区形成马西岭-油池集选区。